# Gimel (Svizzera)
Gimel (toponimo francese) è un comune svizzero di 1 951 abitanti del Canton Vaud, nel distretto di Morges.

## Monumenti e luoghi d'interesse
- Chiesa riformata di San Pietro, eretta nel XII secolo e ricostruita nel XVII secolo[1].

## Società

### Evoluzione demografica
L'evoluzione demografica è riportata nella seguente tabella:
Abitanti censiti

## Infrastrutture e trasporti
Gimel è servito dall'omonima stazione, capolinea della ferrovie Rolle-Gimel e Allaman-Aubonne-Gimel.

## Amministrazione
Ogni famiglia originaria del luogo fa parte del cosiddetto comune patriziale e ha la responsabilità della manutenzione di ogni bene ricadente all'interno dei confini del comune.